# Rock 'n' roll Comédie
Albums de Red Cardell
3
(1997) La Scène
(2002)
Rock 'n' roll Comédie est le 4e album du groupe Red Cardell.

## Liste des titres
| No  | Titre                        | Durée      |
| --- | ---------------------------- | ---------- |
| 1.  | Si la ville                  | 3 min 00 s |
| 2.  | Moi je suis mon meilleur ami | 3 min 25 s |
| 3.  | Rock'n roll Comédie          | 3 min 59 s |
| 4.  | Qui Sait                     | 4 min 02 s |
| 5.  | Une nuit (dans ma cuisine)   | 4 min 45 s |
| 6.  | Pénélope                     | 4 min 49 s |
| 7.  | Indigène                     | 2 min 17 s |
| 8.  | A tous les hommes            | 2 min 58 s |
| 9.  | L'Aurore                     | 2 min 27 s |
| 10. | La Cire                      | 3 min 23 s |
| 11. | Chanteur de prime            | 3 min 37 s |
| 12. | La Scène                     | 3 min 18 s |
| 13. | Carnaval                     | 2 min 43 s |
| 14. | Pompier                      | 3 min 12 s |

- Textes : Jean-Pierre Riou
- Musiques : Red Cardell

## Crédits

### Musiciens
- Jean-Michel Moal : accordéons.
- Ian Proërer : batterie.
- Jean-Pierre Riou : chant, guitares, Harmonica.

### Réalisation
- Produit par : Kas Ha Bar
- Coproduit Par : Globe music
- Distribué par : Sony music
- Enregistré et mixé par : Mike "Red" Butcher aus studios Gam-Médias, à Waines (Belgique), assisté par Michaël "l'invisible" Jost.
- Réalisé par : Patrick Kiffer et Red Cardell
- Photographies et conception graphique par : Vincent-Erlé Manhuel